# Trypeta semipicta
Trypeta semipicta är en tvåvingeart som först beskrevs av Zia 1939.  Trypeta semipicta ingår i släktet Trypeta och familjen borrflugor. Inga underarter finns listade i Catalogue of Life.